# Hybomys univittatus
Hybomys univittatus és una espècie de mamífer rosegador de la família dels múrids. Viu a altituds de fins a 2.500 msnm o més a Angola, Burundi, el Camerun, el Congo, Guinea Equatorial, el Gabon, Nigèria, la República Centreafricana, Ruanda, Uganda i Zàmbia. Es tracta d'un animal diürn. El seu hàbitat natural són els boscos de diferents tipus. És una espècie en risc mínim, és a dir, no sembla que hi hagi cap amenaça significativa per a la seva supervivència. El seu nom específic, univittatus, significa ‘d'una banda’ en llatí.